# Кёстинг, Карл
Карл Кёстинг (нем. Karl Kösting; 4 февраля 1842, Висбаден — 1907, Дрезден) — немецкий драматург.
Громадным успехом пользовалась его драма «Колумб» (1863, переработанная в 1892 году под заглавием «Новый свет» (нем. «Die neue Welt»)).
Современники также высоко оценивали другие пьесы Кёстинга:
- «Два короля» (нем. «Zwei Könige»; 1864),
- «Шекспир» (1864),
- «Герман Освободитель» (нем. «Hermann der Befreier»; 1873),
- «В великом году» (нем. «Im grossen Jahr»; 1872).

Кёстингу также принадлежит эпическая поэма «Путь в Эдем» (нем. «Der Weg nach Eden») (1883).